# Instituto Nicaragüense de Estudios Territoriales
El Instituto Nicaragüense de Estudios Territoriales (INETER) es el órgano encargado de la investigación meteorológica, geológica, cartográfica, catastral, hidrológica, y la agencia encargada en la evaluación de recursos físicos de Nicaragua; el instituto es un ente de Gobierno descentralizado. Su sede se encuentra ubicada en Managua, y fue fundado el 5 de octubre de 1981 tras la disolución del Instituto Geográfico Nacional que pertenecía al Ministerio de Defensa; el Servicio Meteorológico Nacional del Ministerio de Transporte; y el Instituto de Investigaciones Sísmicas del entonces Ministerio de la Construcción.